# Goran Vlaović
Goran Vlaović (Nova Gradiška, 1972. augusztus 7. –) horvát válogatott labdarúgó, csatár.

## Pályafutása

### Klubcsapatokban
Pályafutását az Osijek csapatánál kezdte 1989-ben, ahonnan 1992-ben a Dinamo Zagrebhez igazolt. 1993-ban horvát bajnoki míg, az 1993–94-es szezonban szerzett 29 góljával, gólkirályi címet szerzett. Vlaović a legfiatalabb játékos akinek sikerült egy szezon alatt a legtöbb gólt elérnie. 1994-ben a Padova igazolta le, ahol két idényen keresztül szerepelt és ez idő alatt 50 mérkőzésen 18 alkalommal volt eredményes.
1996-ban a spanyol Valencia szerződtette. Négy szezon alatt 73 találkozón kapott lehetőséget és 17 gólt szerzett. A Valenciaval 1999-ben megnyerte a spanyol kupát és szuperkupát. 2000. nyarán a görög Panathinaikósz csapatához csatlakozott. Itt szintén négy idényt töltött, ezalatt 64 mérkőzésen 29 alkalommal talált az ellenfelek kapujába. 2004-ben megnyerte a görög bajnokságot illetve a görög kupát. A sikeres bajnoki évadot követően bejelentette visszavonulását.

### Válogatottban
A horvát U21-es válogatottban 1993-ban kétszer lépett pályára. A felnőtt válogatottnak tíz éven keresztül 1992-től 2002-ig volt a tagja, ezalatt 52 alkalommal szerepelt a nemzeti csapatban 15 gólt szerzett. Bemutatkozására 1992. július 5-én került sor Melbourneben Ausztrália ellen, amikor a horvátok Ausztráliában egy három mérkőzéses tornán vettek részt. Első válogatottbeli góljait 1996. március 13-án, Dél-Koreának lőtte. Ezen a mérkőzésen mesterhármast ért el.
Részt vett az 1996-os Európa-bajnokságon, ahol a horvátok mind a négy mérkőzésén pályára lépett. A törökök elleni csoportmérkőzésen Alen Bokšićot váltotta 20 perccel a mérkőzés vége előtt és a 86. percben ő szerezte a mérkőzés egyetlen gólját, amivel 1–0 arányban győztek. Két évvel később tagja volt az 1998-as labdarúgó-világbajnokságon szereplő nemzeti csapatnak, ahol nem kis meglepetésre a bronzérmet jelentő harmadik helyet szerezték meg. Csapata mind a hét mérkőzésén lehetőséget kapott. A Németország elleni negyeddöntőben a horvátok 3–0-ra nyertek és ő szerezte a második gólt.
A 2002-es világbajnokságon részt vevő válogatott keretének szintén a tagja volt, de egyetlen mérkőzésen sem lépett pályára, a horvátok pedig a három csoportmérkőzés után búcsúzni kényszerültek.
Utolsó mérkőzését a válogatottban Wales ellen játszotta 2002. augusztus 21-én.

## Sikerei, díjai
Horvátország
- Világbajnoki bronzérmes (1): 1998

Dinamo Zagreb
- Horvát bajnok (1): 1992–93
- Horvát kupagyőztes (1): 1994

Valencia
- Spanyol kupagyőztes (1): 1999
- Spanyol szuperkupagyőztes (1): 1999
- Intertotó-kupa (1): 1998

Panathinaikósz
- Görög bajnok (1): 2003–04
- Görög kupagyőztes (1): 2004

Egyéni
- A horvát bajnokság gólkirálya (2): 1992–93 (23); 1993–94 (29)

## Külső hivatkozások
- Goran Vlaović Archiválva 2012. november 8-i dátummal a Wayback Machine-ben – a FIFA.com honlapján
- Goran Vlaović – a National-football-teams.com honlapján